# Купонджийки
„Купонджийки“ (на английски: Spring Breakers) е американски филм от 2012 г.

## Сюжет
Действието на филма се развива в наши дни, а в центъра на сюжета са четири млади колежанки, които решават да оберат заведение за бързо хранене, за да могат да си позволят скъпа почивка в един от най-големите плажни градове в щата Флорида. Планът им успява, но веднага след като пристигат в хотела, те са арестувани и пратени в ареста. Няколко часа по-късно, гаранцията им е платена от наркодилъра и търговец на оръжия Елиън (Джеймс Франко), който има свои планове за всяко едно от момичетата.